# Processo de Reorganização Nacional
O Processo de Reorganização Nacional foi uma ditadura civil-militar que governou a Argentina após o golpe de Estado de 24 de março de 1976 até a transferência incondicional do poder para um governo constitucional e democrático em 10 de dezembro de 1983. Assumiu a forma de um estado autoritário e caracterizou-se pela continuação de um "plano sistemático" de terrorismo de Estado e desaparecimento de pessoas iniciado durante o mandato constitucional de María Estela Martínez de Perón, com base no denominado "Decreto de Aniquilação", assinado em 1975 para combater as atividades do grupo guerrilheiro comunista Exército Revolucionário do Povo na província argentina de Tucumán, que ordenava ao exército "realizar operações militares necessárias para os fins de neutralizar e / ou aniquilar as ações dos elementos subversivos na província de Tucumán".

Iniciou-se com um golpe de Estado em 24 de março de 1976 executado pelas Forças Armadas da Argentina. O golpe derrubou todas as autoridades constitucionais, nacionais e provinciais, incluindo a presidente María Estela Martínez, impondo em seu lugar uma junta militar composta pelos três comandantes das Forças Armadas, que expediu várias normas de hierarquia constitucional e nomeou um oficial militar com a soma dos poderes executivo e legislativo, da Nação e das províncias, que recebeu o título de "presidente", e cinco oficiais civis que ocuparam a Corte Suprema. Com a consolidação da ditadura, os decretos do governo anterior de Isabel Perón são modificados, eliminando qualquer referência à "neutralização":   
Aplique poder de combate com violência máxima para aniquilar criminosos subversivos onde eles estão. A ação militar é sempre violenta e sangrenta. O criminoso subversivo que empunha armas deve ser aniquilado sem aceitar a rendição.
Os objetivos declarados do Processo de Reorganização Nacional eram combater a corrupção, a demagogia e introduzir a Argentina no "mundo ocidental e cristão". O regime estabeleceu um novo modelo econômico-social seguindo as diretrizes ideológicas do neoliberalismo, posteriormente seguido por uma massiva violação de direitos humanos, realizada pela Operação Condor, um acordo militar para eliminar a oposição esquerdista comunista e outras ideologias socialistas. A ditadura resultou em milhares de desaparecidos, assassinatos, tortura, sequestros e exílios forçados, que foram considerados judicialmente como genocídio. 
Nunca antes na história argentina o Estado, como máquina, se colocou plenamente a serviço da violação sistemática de todas as normas, inclusive as suas, as ditadas por quem o ocupava, em aplicação de um plano que a Justiça definiu como Criminoso; Consiste em sequestrar pessoas, mantê-las em casas clandestinas, torturá-las e depois - dependendo do caso - libertá-las, entregá-las à justiça ou assassiná-las. Isso nunca havia acontecido antes na Argentina.
A ditadura contou o apoio ou tolerância dos principais meios de comunicação privados e grupos econômicos, a Igreja Católica e a maioria dos países democráticos do mundo.
Em 10 de dezembro de 1983, enfraquecida com a derrota argentina na Guerra das Malvinas contra o Reino Unido, terminou com a ascensão do governo democrático de Raúl Alfonsín, em uma eleição presidencial livre. Nesse dia, que mais tarde seria oficialmente instituído como Dia da Restauração da Democracia, o presidente Raúl Alfonsín, as duas câmaras do Congresso Nacional, os governadores e legislaturas das 22 províncias então existentes e as autoridades assumiram suas funções democráticas. A Corte Suprema ditatorial havia se destituído dois dias antes, enquanto a nova Corte Suprema Argentina nomeado pelo presidente Alfonsín com a concordância do Senado, assumiu em 23 de dezembro.